# Aguirre, den gale erobrer
Aguirre, den gale erobrer (originaltitel: Aguirre, der Zorn Gottes) er en episk historisk dramafilm fra 1972 produceret, skrevet og instrueret af Werner Herzog. Klaus Kinski spiller hovedrollen som den spanske soldat Lope de Aguirre, der leder en gruppe conquistadorer ned ad Amazonfloden i Sydamerika på jagt efter den legendariske by af guld, El Dorado. Filmen er en co-produktion mellem Vesttyskland og Mexico. Filmens soundtrack er komponeret og fremført af det tyske progressive band Popol Vuh.
Ved at bruge en minimalistisk tilgang til historie og dialog, skaber filmen en vision af galskab og dårskab, hvis modsætning er den frodige, men nådesløse, Amazonasjungle. Filmen er løst baseret på, hvad der er kendt om den historiske figur Aguirre, men Herzog oplyste år efter filmens udgivelse, at historie er fiktion. Aguirre var det første af fem samarbejder mellem Herzog og Kinski. De to havde forskellige holdninger til, hvorledes rollen skulle spilles, og de havde flere sammenstød under optagelserne.
Filmen blev udelukkende optaget "on location" under vanskelige forhold over fem uger i den peruvianske regnskov ved Amazonasfloden og dens bifloder i Ucayali-regionen.
Filmen modtog stor kritikerros ved dens premiere, og udviklede hurtigt en stor international kultfilm-tilhængerskare. Den fik en omfattende "arthouse" biografpremiere i USA i 1977, og er stadig en af instruktørens mest kendte film. Flere kritikere har erklæret filmen for et mesterværk, og den har optrådt på Time Magazines liste over "All Time 100 Best Films".

## Handling
Filmen handler om den magtsyge Don Lope de Aguirre, der i 1560 står i spidsen for en ekspedition i Peru. Inkariget er netop blevet erobret, og de spanske conquistadors har hørt om myten om El Dorado, byen af guld. Håbløst besat af drømmen om El Dorado drager Gonzalo Pizarro ned fra Andesbjergene mod Amazonas med et følge af conquistadors og indianske slaver for at finde den mytiske by. Under vanskelige betingelser stiger de ned fra bjergene mod junglen.
Da de har nået floden, beordrer Pizarro, at 40 mænd skal bygge tømmerflåder og stå ned af floden for at udforske denne. Pizaaro beordrer bl.a. Don Lope de Aguirre til at deltage som næstkommanderende på ekspeditionen. I sin besatte søgen efter guld begår den tyranniske Aguirre mytteri mod gruppens leder og overtager kommandoen af ekspeditionen. Hans virkelighed bliver mere og mere sindssyg og i en magtgal vision bestemmer han sig for at grundlægge et nyt kejserligt imperium.

## Medvirkende (udvalg)
- Klaus Kinski som Lope de Aguirre
- Helena Rojo som Inés de Atienza
- Ruy Guerra som Don Pedro de Ursúa
- Del Negro som Broder Gaspar de Carvajal
- Peter Berling som Don Fernando de Guzmán

## Modtagelse
Filmen blev delvist produceret af den vesttyske tv-station Hessischer Rundfunk, der sendte filmen på tv samme dag, den havde biografpremiere, hvilket Herzog anså som forklaringen på den forholdsvist beskedne kommercielle succes i Vesttyskland. Men uden for Tyskland blev filmen en "enorm kultfavorit" i "steder som f.eks. Mexico, Venezuela og Algier". Filmen blev vist i biografer i Paris i femten måneder. Filmen fik dansk biografpremiere i Delta Bio den 5. oktober 1976 og senere samme år i Dagmar Teatret. I USA fik filmen biografpremiere i 1977, hvor den straks en kultfilm, og New Yorker Films rapporterede fire år efter dens første udgivelse, at det var den eneste film i dets katalog, der aldrig gik ud af cirkulation.

### Anmeldelser
Filmen modtog generelt positive anmeldelser. Süddeutsche Zeitung beskrev filmen som "et farvegennemblødt, voldsomt fysisk bevægende maleri". The New York Times betegnede den "Absolut forbløffende" og "fremragende og nagende værk", ligesom Time Magazine roste filmen og dens "overbevisende krav på storhed".

### Eftermæle
Filmens eftermæle er vokset gennem tiden. På Rotten Tomatoes har filmen en "approval rating" på 96% og en gennemsnitlig score på 9/10.
Filmen optræder jævnligt på lister og afstemninger over "verdens bedste film". Martin Scorsese har medtaget filmen på sin liste "39 Essential Foreign Films for a Young Filmmaker".
Filmen har dannet inspiration for flere senere film, bl.a. Francis Ford Coppolas Apocalypse Now fra 1979, der i flere scene visuelt citerer Herzogs film.
Andre film, der synes at have ladet sig inspirere er Terrence Malicks The New World (2005) The Mission (1986), Predator (1987) og The Blair Witch Project (1999)."

### Priser og nomineringer
Aguirre, den gale erobrer har vundet flere filmpriser. Den modtog i 1973 Deutscher Filmpreis for "Beste Kamera/Bildgestaltung" og blev i 1976 af de franske filmkritikeres forening valgt til den "Bedste udenlandske film", ligesom filmen blev nomineret til "Bedste film" ved César Award. Amerikanske National Society of Film Critics tildelte i 1977 filmen prisen for "Best Cinematography".